# Chelvatsjaoeri (gemeente)
Chelvatsjaoeri (Georgisch: ხელვაჩაურის მუნიციპალიტეტი, Chelvatsjaoeris moenitsipaliteti) is een gemeente met 52799 inwoners (2024) in de autonome republiek Adzjarië in het zuidwesten van Georgië. Het bestuurlijke centrum is de plaats Chelvatsjaoeri dat sinds 2012 voor het grootste deel in Batoemi ligt. De gemeente heeft een oppervlakte van ruim 356 km² en kent 64 dorpen in de relatief dichtbevolkte heuvels rond de stad Batoemi.

## Geschiedenis
In de tweede helft van de 19e eeuw arriveerden Abchazische moehadjiroen in dorpen in de huidige gemeente Chelvatsjaoeri, die destijds onder Ottomaans gezag stonden. De opstandige bevolking in het aan Rusland geassocieerde prinsdom Abchazië werd gedeporteerd naar het Ottomaanse Rijk, toen het vorstendom hardhandig onder militair Russisch gezag werd gesteld. In de dorpen Silabaoeri, Peria en Mnatobi in de periferie van Batoemi wonen nog steeds nazaten hiervan (zie Demografie).
Na de Russische overname van Adzjarië in 1878 werd het grondgebied van de huidige gemeente Chelvatsjaoeri tot 1917 opgenomen in het oblast Batoemi van het Gouvernement Koetais van het Russisch Rijk. Met de sovjetisering van Georgië vanaf 1921 werd het gebied in 1924 bestuurlijk gescheiden en viel het opeenvolgend onder oejezd Tsjorochi, oejezd Batoemi (1929), rajon Batoemi (1930-1968), het district Chelvatsjaoeri (1968-2006) en tot slot vanaf 2006 de gemeente Chelvatsjaoeri. 

### Oorlog 2008
Tijdens de Russisch-Georgische Oorlog van augustus 2008 werden een aantal doelen in de gemeente door de Russische luchtmacht gebombardeerd, waaronder een militaire basis die een jaar eerder door het Russische leger was overgedragen als onderdeel van het overeengekomen vertrek uit Georgië. Tot eind 2007 was in Batoemi en Chelvatsjaoeri de Russische 12de Militaire Basis gevestigd.

### Grenswijzigingen
Door grenswijzigingen in 2009 en 2011 raakte de gemeente in totaal ruim 50 km² grondgebied kwijt aan Batoemi, zowel ten noorden, oosten als zuiden van de stad, waaronder een belangrijk deel van de kustlijn. Onder dit gebied vielen ook de daba's Machindzjaoeri en Chelvatsjaoeri (het bestuurscentrum van de gemeente), een tiental dorpen maar ook de befaamde Batoemi Botanische Tuin bij de Groene Kaap (Mtsvane Kontschi) en het historische Fort Gonio. 

## Geografie

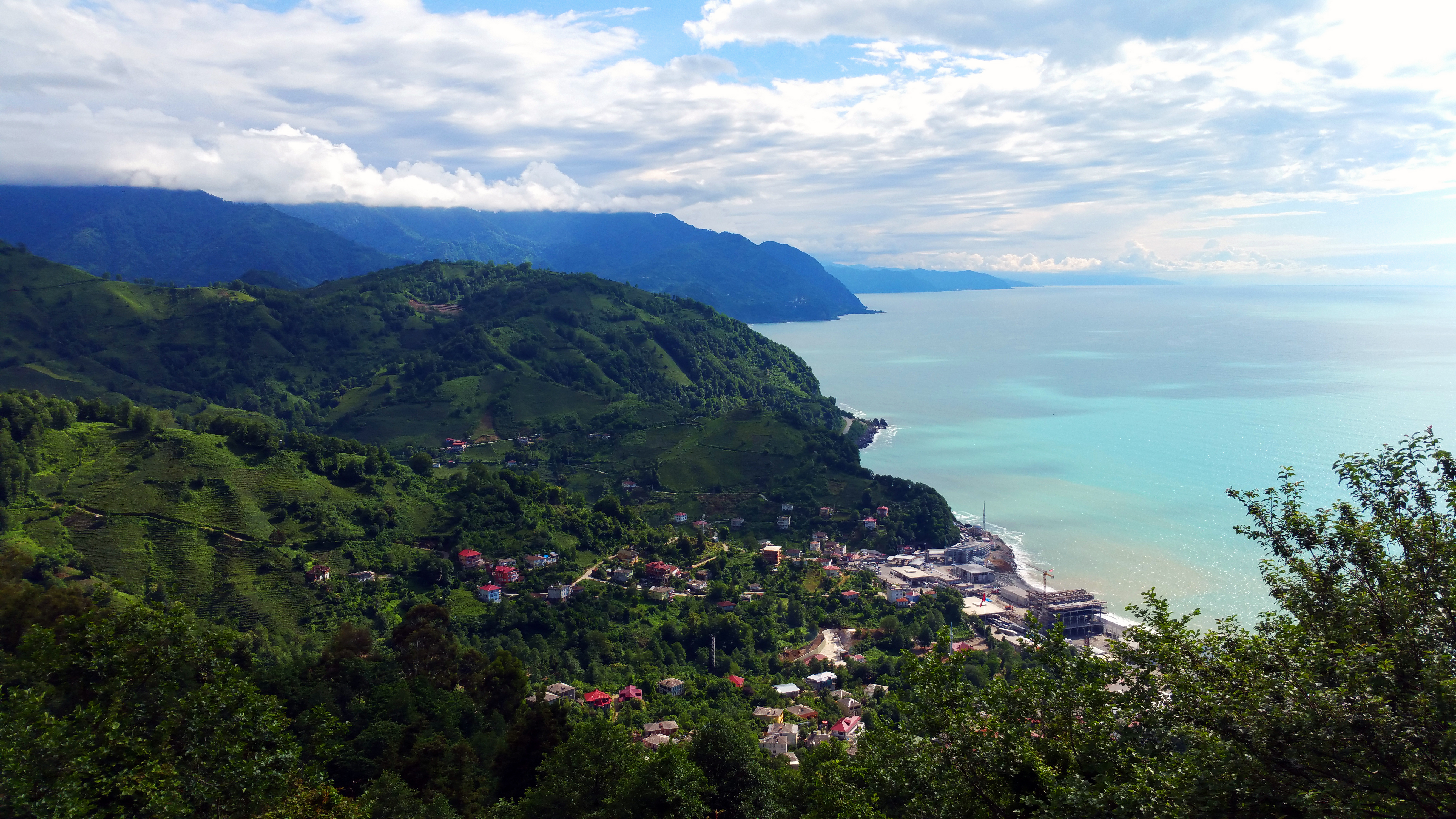
Het grensdorp Sarpi dicht op zee geklemd

Chelvatsjaoeri is de meest zuidwestelijke gemeente van Georgië. Het gebied heeft door de strategische ligging een rijk historisch verleden, en heeft veel cultureel erfgoed. De moderne gemeente heeft in het uiterste zuidwesten 3 kilometer kustlijn met de Zwarte Zee en grenst in het zuiden aan Turkije. De grensovergang bij het dorp Sarpi aan de Zwarte Zee is de belangrijkste van drie Georgisch-Turkse overgangen. Verder grenst Chelvatsjaoeri aan de gemeentes Keda in het oosten, Koboeleti in het noorden, terwijl het grootste deel van de westkant grenst aan Batoemi.
Het landschap van de gemeente is typerend voor Adzjarië: groene, vochtige subtropische heuvels en bergen. De zuidkant van de gemeente wordt doorsneden door de Adjaristskali (letterlijk "rivier van Adzjarië") en Matsjachelistskali die beiden in Chelvatsjaoeri samenvloeien met de uit Turkije afkomstige Tsjorochi alvorens de Zwarte Zee te bereiken. In het noorden van de gemeente ligt de westelijke uitloper van het Meschetigebergte en in het grensland met Turkije het Sjavsjetigebergte, beiden subgebergten van de Kleine Kaukasus. 

### Bergen

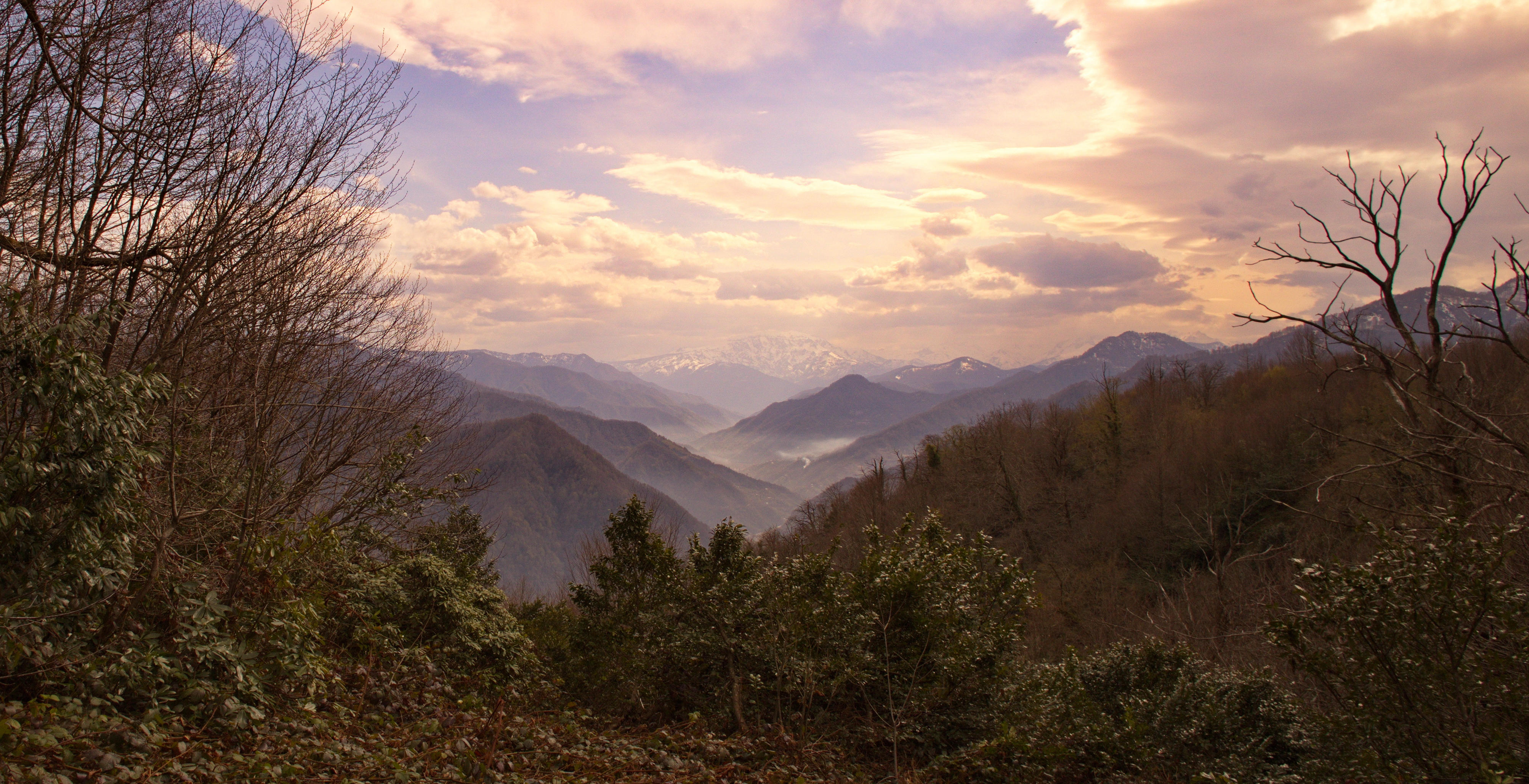
Bergachtig binnenland van Chelvatsjaoeri

De hoogste bergen van de gemeente liggen in het Sjavsjetigebergte, tot ruim 2000 meter boven zeeniveau. In dit gebergte ligt het hoogste punt van de gemeente, een naamloze top van 2152 meter boven zeeniveau, op de grens met Turkije in het zuidelijkste punt van de gemeente. Het Meschetigebergte in de noordoostelijke hoek van de gemeente hoogtes bereikt rond de 1300 meter boven zeeniveau. Hier ligt het Nationaal Park Mtirala, waarvan de naam is afgeleid van de vele regen die in het gebied valt. Het is het natste gebied in Georgië. Door de ligging direct rond Batoemi en het aanwezige natuurschoon in alle richtingen profiteert de gemeente ook van het toerisme naar de stad, en is het gebied betrekkelijk populair onder dagjestoeristen.
Dichter rond Batoemi zijn de heuvels slechts een paar honderd meter hoog, waar dan ook veel dorpen liggen. Door dit heuvelachtige gebied is de Batoemi Bypass in aanleg, onderdeel van de belangrijke hoofdroute S2 (E70) tussen Poti en Turkije, om de stad Batoemi te ontlasten. Ondanks het betrekkelijk geringe hoogteverschil langs Batoemi noodzaakt het grillige heuvelland met veel dorpse bebouwing ertoe dat deze bypass vrijwel geheel bestaat uit bruggen en tunnels.

## Demografie
Begin 2024 telde de gemeente Chelvatsjaoeri 52.799 inwoners, een lichte groei ten opzichte van de volkstelling van 2014. De gemeente raakte in de periode 2009-2011 ruim 33.000 inwoners kwijt aan Batoemi door grenswijzigingen in het relatief dichtbevolkte deel rondom deze stad.
| Gemeente Chelvatsjaoeri                                                 | 42.870 | 61.905 | 71.887 | 83.562 | 90.843 | 51.189 | 52.568 | 52.799 |  |  |  |  |  |  |
|                                                                         |        |        |        |        |        |        |        |        |  |  |  |  |  |  |
| Chelvatsjaoeri                                                          | -      | 2.874  | 3.238  | 5.104  | 6.143  | 1.085  | -      | -      |  |  |  |  |  |  |
| Machindzjaoeri                                                          | 5.931  | 4.421  | 2.768  | 3.702  | 3.401  | -      | -      | -      |  |  |  |  |  |  |
| Verantwoording data: Bevolkingsstatistiek Georgië 1897 tot heden. Noot: |        |        |        |        |        |        |        |        |  |  |  |  |  |  |

### Etniciteit en religie
De bevolking van Chelvatsjaoeri bestaat voor 56,3% uit islamitische Georgiërs, gevolgd door christelijke Georgiërs die behoren tot de Georgisch-Orthodoxe Kerk (36,4%). Behoudens enkele tientallen volgers van de Armeens-Apostolische Kerk, katholieken en enkele joden zijn er geen andere religieuze minderheden vertegenwoordigd. De gemeente bestaat met 99,2% vrijwel exclusief uit etnische Georgiërs. Er zijn kleine gemeenschappen van ruim 100 Russen en Armeniërs en ruim 50 Abchaziërs.

## Administratieve onderverdeling
De gemeente Chelvatsjaoeri is administratief onderverdeeld in 11 gemeenschappen (თემი, temi) met in totaal 64 dorpen (სოფელი, sopeli), waaronder het grensdorp Sarpi. Ook het bestuurlijk centrum Chelvatsjaoeri is een dorp en kent geen verhoogde status, een afwijking ten opzichte van de norm van Georgische gemeentelijke centra.

## Bestuur

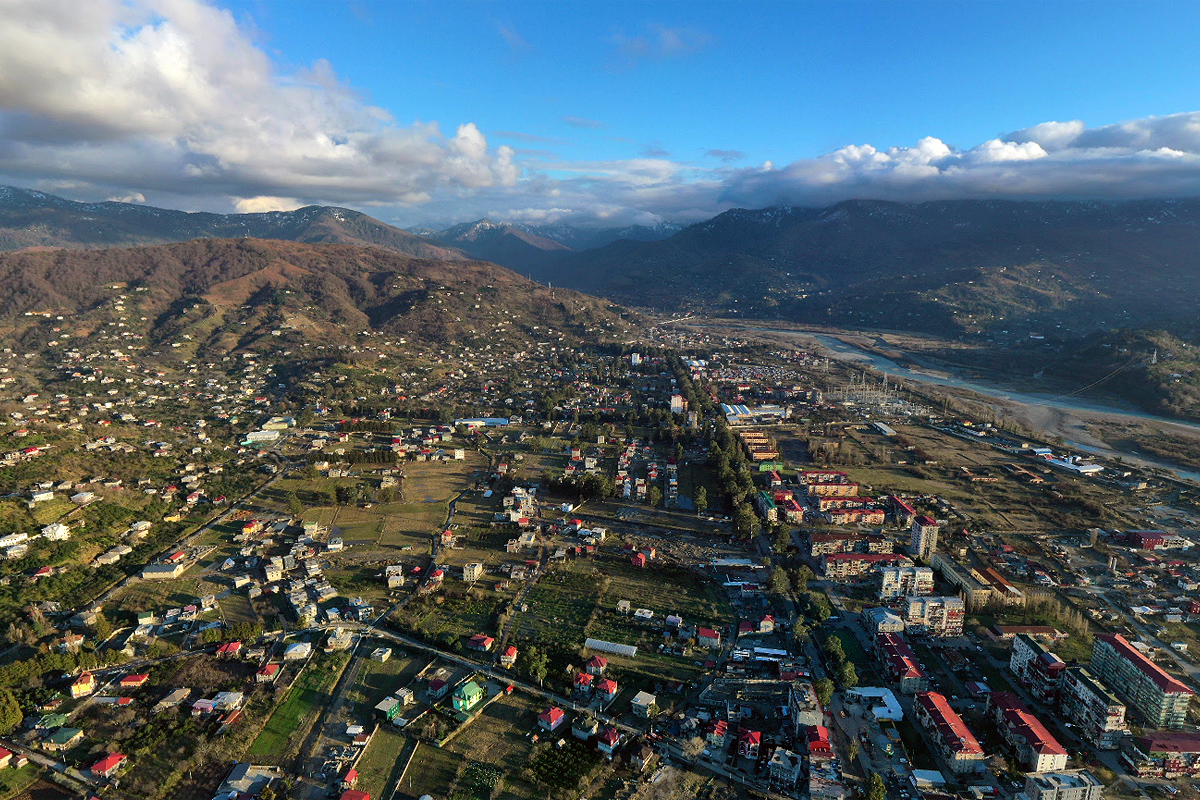
Het bestuurlijk centrum Chelvatsjaoeri

De gemeenteraad van Chelvatsjaoeri (Georgisch: საკრებულო, sakreboelo) wordt elke vier jaar gekozen in een gemengd kiesstelsel. Een deel van de raad wordt via enkelvoudige kiesdistricten gekozen en een deel via evenredige vertegenwoordiging van gesloten partijlijsten, waarvoor een kiesdrempel geldt van drie procent. Door gewijzigde gemeentegrenzen kwam het bestuurscentrum van Chelvatsjaoeri in de gemeente Batoemi te liggen. Hierdoor doet zich de bijzondere situatie voor dat de gemeente fysiek vanuit Batoemi bestuurd wordt.
| Samenstelling Sakreboelo (zetels per partij) | Samenstelling Sakreboelo (zetels per partij) | Samenstelling Sakreboelo (zetels per partij) | Samenstelling Sakreboelo (zetels per partij) | Samenstelling Sakreboelo (zetels per partij) |
| Partij                                       | Partij                                       | 2014                                         | 2017                                         | 2021                                         |
| -------------------------------------------- | -------------------------------------------- | -------------------------------------------- | -------------------------------------------- | -------------------------------------------- |
|                                              | Georgische Droom (GD)                        | 18                                           | 17                                           | 14                                           |
|                                              | Verenigde Nationale Beweging (UNM)           | 4                                            | 6                                            | 7                                            |
|                                              | Overige partijen                             | 4                                            | 3                                            | 3                                            |
| Totaal                                       | Totaal                                       | 26                                           | 26                                           | 24                                           |

## Vervoer

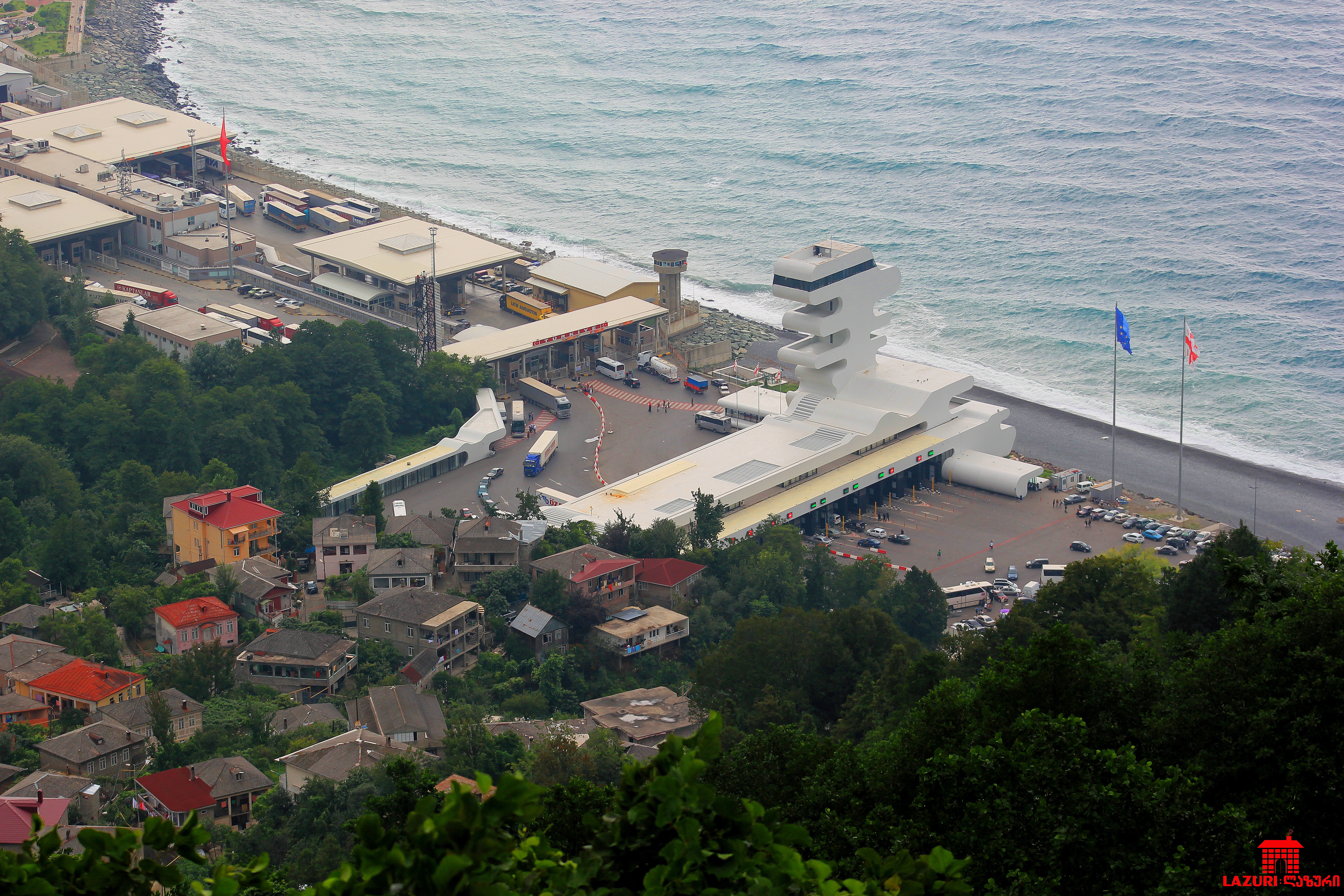
Grensovergang Sarpi

De belangrijkste doorgaande weg door en voor de gemeente is de nationale route Sh1, een belangrijke interregionale route tussen Batoemi, de binnenlanden van Adzjarië en de stad Achaltsiche in Samtsche-Dzjavacheti, via de 2027 meter hoge Goderdzi-pas in het oosten van de gemeente. De weg volgt de kloof van de Adjaristskali. In de late Sovjet periode was deze weg onderdeel van de A306 Sovjet hoofdroute.
Langs het drie kilometer lange gemeentelijke stuk Zwarte Zeekust loopt de Georgische internationale hoofdweg S2 (E70), de belangrijkste Georgisch-Turkse verbinding. De grensovergang bij het dorp Sarpi is de belangrijkste Georgisch-Turkse grensovergang, waar in 2023 ruim 1,4 miljoen buitenlandse bezoekers Georgië inreisden.